# Värnskatt
Värnskatt är en tillfälligt utökad statlig skatt på högre inkomst. Den tas ut för att förstärka statskassan vid särskilda behov, exempelvis under krig eller efter en svår lågkonjunktur. En sådan värnskatt tillämpades i Sverige under första och andra världskriget, samt åren 1995 till 2019. 
Historiskt har värnskatt varit benämningen på den skatt som betalades till staten i vissa länder av de manliga icke vapenföra medborgare som till följd av medicinska problem eller på grund av befrielse inte kunde fullgöra den krigstjänst som den allmänna värnplikten ålade dem. I Sverige tillämpades värnskatt i den betydelsen under 1700- och 1800-talen. 

## Sverige

### Historisk bakgrund
Värnskatt betecknade under 1700- och 1800-talen den skatt som män fick betala för att undgå att inkallas till krigstjänst. Värnskatt skulle 1869–1891 erläggas av icke vapenför person; om utökad statlig inkomstskatt på högre inkomst. Den som undgick att delta i den allmänna beväringen, skulle i stället erlägga till staten en skatt under benämningen värneskatt. Förslag om värnskatt väcktes även i den så kallade generalskommitténs härordningsförslag av 1891, vilket dock inte antogs.
Under första och andra världskriget beslöt riksdagen att pålägga en särskild värnskatt för att finansiera upprustning. En tillfällig progressiv engångsskatt som enligt en kunglig kungörelse från 9 oktober 1915 utgick på inkomst och förmögenhet för att avhjälpa brister i rikets försvarsväsen kallades för värnskatt. Skyldigheten att erlägga skatten inträdde då inkomsten utgjorde minst 5 000 kronor eller förmögenheten minst 30 000 kronor, eller då det vid sammanläggning av inkomst och förmögenhet bildades ett taxerat belopp på minst 5 000 kr. Taxeringen verkställdes av en i vart län av Kungl. Maj:ts befallningshavande (landshövdingen) utsedd värnskattenämnd. Kungen och övriga medlemmar av kungahuset bidrog till denna skatt med belopp motsvarande vad som skulle ha utgått, om de varit underkastade allmänna bestämmelser om skattskyldighet. Skattebeloppen, som beräknades till 75 miljoner kronor (varav 30 procent från bolag), ingick i en särskild fond, benämnd värnskattefonden.
I början av andra världskriget motsvarade värnskatten 50 % av den ordinarie statsskatten.

### Värnskatt under budgetsaneringen 1995 till 1998
Den förhöjda skatt som infördes 1995 fick namnet värnskatt av finansminister Göran Persson, trots att den inte hade med försvarsbudgeten att göra. Snarare var det den tillfälliga karaktären, liknande de värnskatter som tidigare uttagits för försvarsändamål, som gav upphov till detta namn. Folkpartiet och Socialdemokraterna hade gjort upp om skattereformen 1990–1991 i syfte att hålla marginalskatten under 50 %, och därför sänkt statliga inkomstskatten från 45 procent till 20 procent. Värnskatten var tänkt som ett tillfälligt undantag från denna princip, i syfte att sanera de offentliga finanserna efter den djupa finanskrisen i Sverige 1990–1994. 
Den särskilda värnskatt som infördes från och med inkomståret 1995 i Sverige, innebar att den statliga skatten för inkomståren 1995–1998 höjdes från 20 till 25 procent av den beskattningsbara förvärvsinkomsten som översteg 209 000 kronor per år.

### Värnskatt i ny variant 1999 till 2019
Ursprungligen var planen att avskaffa värnskatten efter fyra år, men istället infördes en ny variant av värnskatten 1999. Denna förhöjda statlig inkomstskatt kvarstod på 5 procentenheter, men endast på inkomster över en ny brytpunkt på 733 000 som infördes. Den statliga inkomstskatten fick därmed två nivåer: 20 och 25 procent. Den övre nivån kallades fortfarande för värnskatt i dagligt tal. 
I budgetpropositionen för 2011 uppgavs värnskatten statiskt inbringa 4,4 miljarder. De totala skatteintäkterna för 2011 förväntades bli 1540 miljarder kronor. Värnskatten utgjorde således mindre än 0,3 procent av statens skatteintäkter 2011. Sedan Danmark år 2009 avskaffade sin motsvarighet till värnskatten, mellemskat(da), har Sverige haft världens högsta marginalskatt. I EU-27 var den högsta marginalskattesatsen i genomsnitt 37,5 procent år 2010.
År 2019 betalade personer under 65 år 5 procent förhöjd statlig inkomstskatt, dvs. ”värnskatt”, på delen av årsinkomsten som överstiger 703 000 kr eller 58 583 kr/månad. Personer 65 år och äldre har högre grundavdrag och betalar värnskatt på årsinkomsten över 733 300 kr, eller 61 108 kr/månad. Den högsta marginalskatten i Sverige var med värnskatten i genomsnitt 56,6 procent, beroende på kommunalskatt (från 53,9 procent i Vellinge till 59,2 i Ragunda).

### Avskaffande från 2020
Genom januariavtalet mellan fyra mittenpartier avskaffades värnskatten den 1 januari 2020, enligt den budget som presenterades 18 september 2019.  Personer med årsinkomster över 689 300 kronor berörs av förändringen. Den högsta marginalskatten som kan förekomma i Sverige sjunker därmed från 59,2 procent i Ragunda kommun år 2019 till 55,5 procent år 2020, enligt beräkningar av Ekonomifakta (Svenskt Näringsliv).

## Andra länder
Värnskatt infördes i Bayern då rätten att låta en annan person göra krigstjänst i ens ställe avskaffades efter kriget 1866. Efter Tyska rikets bildande upphörde emellertid denna skatt. 
Sedan kantonal värnskatt redan länge funnits i Schweiz infördes 1878 en "militärpflichtersatzsteuer", vilken utgick efter fem olika klasser från 6 till 50 francs om året (gällde alltid de år personen i fråga rätteligen skulle ha tillhört krigsmakten även utan att vara inkallad i tjänstgöring), vartill kom en tilläggsskatt om 1,50 franc för 1 000 francs kapital eller 100 francs inkomst, då den översteg 600 francs. För de år som föll under tjänsten i lantvärnet beräknades endast halv skatt.
I Österrike-Ungern infördes 1880 en "militär-taxe", vars storlek bestämdes för varje år och på grund av förmögenhet eller inkomst växlade mellan 1 florin (i Österrike, 3 floriner i Ungern) och 100 floriner, allt räknat per år. I Italien infördes under 1880-talet en "tassa militare", vilken skulle erläggas dels av de från krigstjänst h. o. h. befriade, dels av dem som tilldelades 2:a och 3:e kategorierna och sålunda endast en kortare tid var inkallade i tjänstgöring. Denna skatt, som även den utgår per år, utgjordes av en fast del på 6 lire och en efter förmögenhet eller inkomst beroende del, vars storlek växte från 1,2 till 3 procent av inkomsterna.
Genom 1889 års rekryteringslag infördes i Frankrike en "taxe militaire" bestående av en fast del på 6 francs och en "taxe proportionnelle", vars storlekbestämdes periodvis. Svårigheten att driva in denna skatt, som inte passade in i skattesystemet, försvårade emellertid lagens tillämpning. I Tyskland väcktes 1880 förslag om införande av värnskatt, men ledde inte till något resultat, och i Sverige togs samma tanke upp i den så kallade generalskommitténs härordningsförslag av år 1891, vilket dock inte blev antaget.